# Andreina Pagnani
Andreina Pagnani (Roma, 1906 - 1981) fue una actriz italiana.
Debutó en 1928, formó su propia compañía y en 1934 fue dirigida por Max Reinhardt.
Gran intérprete de Pirandello, Sacha Guitry, Carlo Goldoni, Somerset Maugham, D'Annunzio, Shakespeare, Jean Giraudoux, Jean Cocteau.
Famosa como Francesca da Rímini, trabajó con Gino Cervi e hizo giras por Londres, París y otras ciudades.
Durante nueve años estuvo comprometida con Alberto Sordi. Su historia es descrita en la película Permette? Alberto Sordi.